# Lobkowicz (pivo)

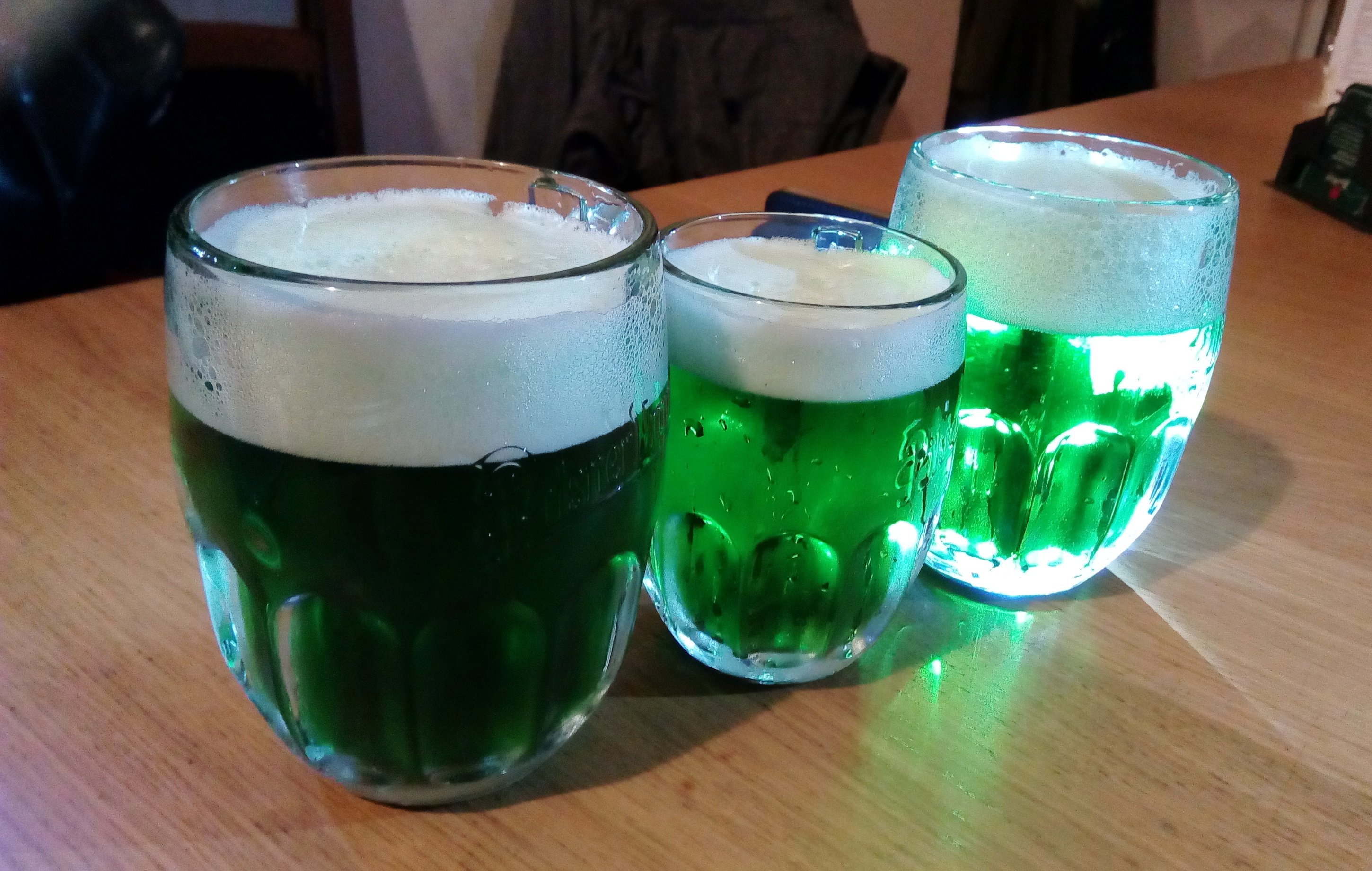
Velikonoční krasličák

Pivo Lobkowicz Premium je prémiový ležák, který se vyrábí od podzimu roku 2009. Stupňovitost tohoto piva je 12,2 % a obsah alkoholu 4,7 % obj.[zdroj?] Pivo Lobkowicz Premium se vaří v Pivovaru Protivín patřícího do skupiny Pivovary Lobkowicz Group z žateckého chmele, české odrůdy ječmene Bojos a z vody pocházející z podzemního jihočeského jezera. Etikety na láhvích piva Lobkowicz Premium nesou erb starého šlechtického rodu Lobkowiczů.
Starší druhy piva Lobkowicz se vyráběly v Lobkowiczkém pivovaru ve Vysokém Chlumci, jehož dnešní název je Pivovar Vysoký Chlumec, a. s. – v současné době se zde vaří pivo značky Lobkowicz pouze pro německý trh.
Majoritní podíl výši 79,4 % koupila společnost spoluvlastněná CEFC. Ta je největší soukromou společností v Šanghaji a řadí se k šesti největším žralokům v Číně. Působí především v oblasti financí, energetiky a průmyslu. Celková hodnota transakce do pivovarnictví činí 1,9 miliardy korun.

## Druhy výrobků

### Pivovar Platan v Protivíně
- Lobkowicz Premium Ležák (12°)
- Lobkowicz Premium Nealkoholický
- Lobkowicz Premium Černý

### Pivovar Vysoký Chlumec
- Lobkowicz IPA Flying Cloud
- Lobkowicz Premium Ale
- Lobkowicz Premium Pšeničný